# جون ويليامسون (سياسي)
جون ويليامسون هو سياسي كندي، ولد في 30 يناير 1970 في كندا. حزبياً، نشط في حزب المحافظين الكندي. وقد انتخب عضو مجلس العموم الكندي.